# Vilas francesas destruídas durante a Primeira Guerra Mundial
Durante a Primeira Guerra Mundial, na Batalha de Verdun, em 1916, na frente franco-germânica, nove vilas do departamento de Meuse foram completamente destruídas durante o combate. Seis destas não foram reconstruídas, resultando actualmente em vilas desabitadas.
No final das hostilidades foram todas declaradas "Vila morta pela França" e foi decidido que fossem conservadas como "comuna" em memória dos trágicos acontecimentos. Atualmente são administradas por um conselho municipal de três pessoas designadas pelo prefeito do departamento de Meuse.
Lista das vilas destruídas:
- Beaumont-en-Verdunois
- Bezonvaux
- Cumières-le-Mort-Homme
- Douaumont (reconstruída)
- Fleury-devant-Douaumont (com o Memorial de Verdun)
- Haumont-près-Samogneux
- Louvemont-Côte-du-Poivre
- Ornes (reconstruída)
- Vaux-devant-Damloup (reconstruída)